# Самсон (жираф)
Самсон Гамлетович Ленинградов (5 августа 1993 года, Санкт-Петербург — 22 июля 2024 года, Москва) — самец сетчатого жирафа, одна из главных достопримечательностей и «живой талисман» Московского зоопарка.

## Биография
Самсон Ленинградов родился 5 августа 1993 года в Ленинградском зоопарке. Его матерью была уроженка того же зоопарка жирафа Луга, которая ныне известна как долгожительница: она прожила 35 лет (1981—2017), тогда как обычно продолжительность жизни жирафов в неволе составляет около 25 лет (в дикой природе — значительно меньше). За свою долгую жизнь Луга родила семь жирафят, чьим отцом стал самец Гамлет, которого привезли в Ленинград из Дании и потому дали такое имя (умер в 2004 году на 22-м году жизни).
Самсона в возрасте двух лет перевезли в Москву, где поселили в отдельном вольере («Дом жирафа») Московского зоопарка, самом старом на «старой» территории, построенном ещё в 1892 году. Это единственный обитатель зоопарка, получивший полное имя. Он быстро завоевал популярность у посетителей, несмотря на то что в зоопарке есть и другие жирафы, проживающие в общем вольере вместе с зебрами. Рост Самсона составлял около 5 метров, масса — около 700 килограммов. Более 15 лет с Самсоном работал смотритель Сергей Григорьевич Гроздов, в прошлом инженер-электронщик.
Умер 22 июля 2024 года на 31-м году жизни в Московском зоопарке.
В декабре 2024 года чучело Самсона было передано Дарвиновскому музею.

### Личная жизнь
Первоначально в пару к Самсону была выбрана жирафа Люба, подаренная зоопарку супругами Вильденштейн, меценатами из Франции. Однако при перевозке из американского Центра по разведению диких животных она сломала ногу. Несмотря на две проведённые операции, Люба погибла. В октябре 2004 года те же супруги Любовь Ступакова и Алек Вильденштейн помогли зоопарку ещё раз, подобрав Самсону новую пару — Твигу (Досю) из «African Safari Wildlife Park». Ей было всего 14 месяцев, но отношения между жирафами складывались. Однажды утром Досю нашли мёртвой. Причины её гибели до сих пор точно не известны, скорее всего — аллергическая реакция на прививку от сибирской язвы. После этого попытки создать пару Самсону не предпринимались, и он жил в своём вольере один.
Дневной рацион Самсона включал около 11 килограммов овощей, 4 килограмма фруктов, 6 килограммов хлеба, по 3 килограмма сена и комбикорма. Очень любил свежие ивовые ветки, бананы и морковь. Самсон был очень общительным, добродушным и сообразительным жирафом, любящим внимание публики и умевшим её развлекать.